# Arelaune-en-Seine
Arelaune-en-Seine est une commune française située dans le département de la Seine-Maritime en région Normandie, créée le 1er janvier 2016.

## Géographie

### Localisation
| Rives-en-Seine Seine   | Rives-en-Seine Seine | Notre-Dame-de-Bliquetuit Seine-Le Trait Heurteauville |
| Vatteville-la-Rue      | Arelaune-en-Seine    | Seine -Jumièges                                       |
| La Haye-de-Routot Eure | Hauville Eure        | Le Landin Eure                                        |

### Hydrographie
La commune est située dans le bassin Seine-Normandie. Elle est drainée par la Seine, le canal 01 de la commune de la Mailleraye-sur-Seine, le canal 03 de la commune de la Mailleraye-sur-Seine, le fossé 01 de la commune de la Mailleraye-sur-Seine, la Rancon, la rivière Sainte-Gertrude et un bras de Sainte-Gertrude,,.
La Seine, qui prend sa source à Source-Seine, en Côte-d'Or, sur le plateau de Langres, traverse le département avec de larges méandres sur son flanc sud et se jette dans la Manche entre Le Havre et Honfleur. 
Six plans d'eau complètent le réseau hydrographique : la mare aux BÅ“ufs (0,03 ha), la mare des Mesliers (0,03 ha), la mare du Landin (0,06 ha), la mare du Plateau (0,01 ha), la mare du Sou (0,01 ha) et Mares des Trois Pierres (0,01 ha),.

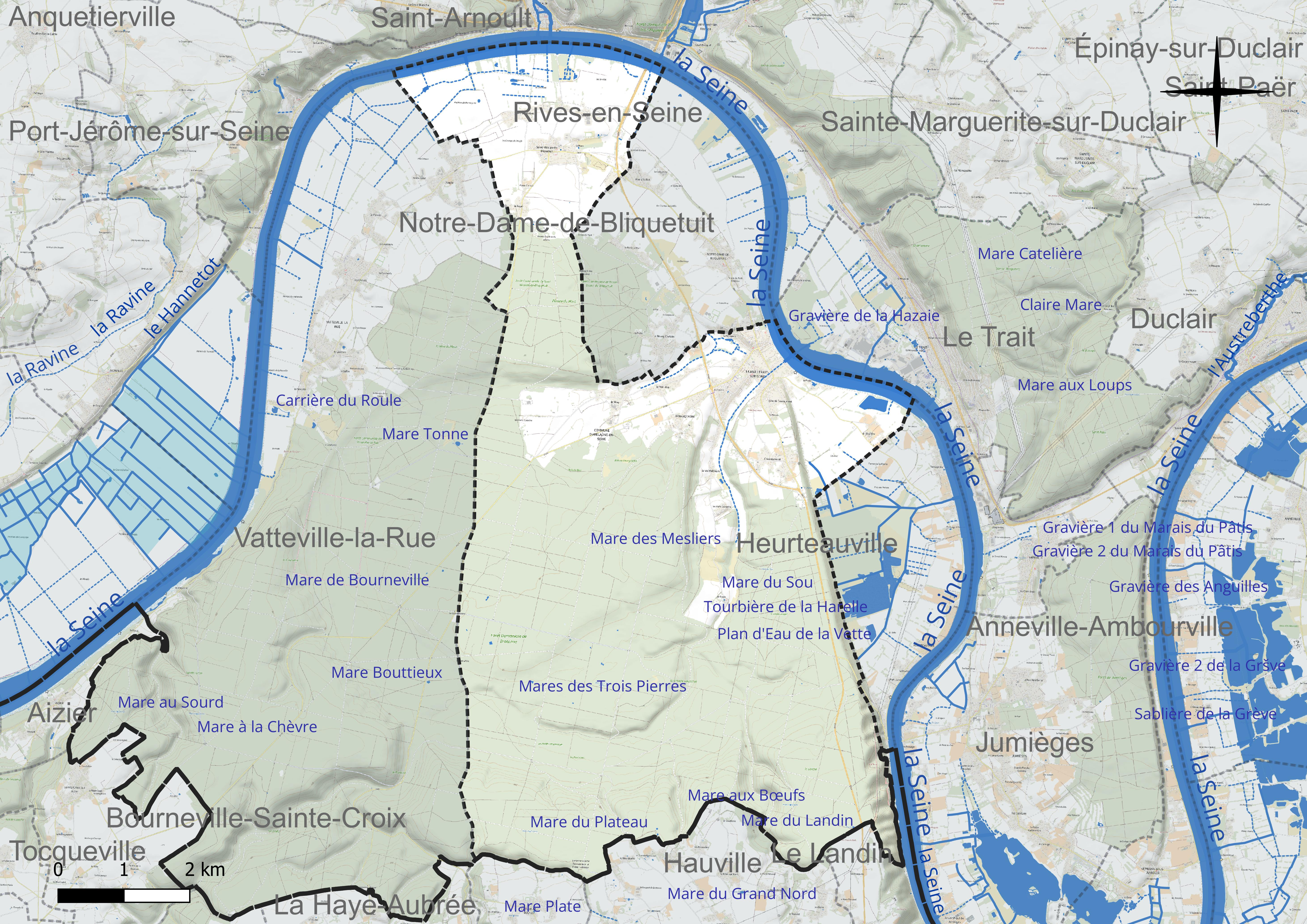
Réseau hydrographique d'Arelaune-en-Seine.

### Climat
Pour des articles plus généraux, voir Climat de la Normandie et Climat de la Seine-Maritime.
En 2010, le climat de la commune est de type climat océanique altéré, selon une étude du CNRS s'appuyant sur une série de données couvrant la période 1971-2000. En 2020, Météo-France publie une typologie des climats de la France métropolitaine dans laquelle la commune est exposée à un climat océanique et est dans la région climatique Côtes de la Manche orientale, caractérisée par un faible ensoleillement (1 550 h/an) ; forte humidité de l’air (plus de 20 h/jour avec humidité relative > 80 % en hiver), vents forts fréquents. Parallèlement le GIEC normand, un groupe régional d’experts sur le climat, différencie quant à lui, dans une étude de 2020, trois grands types de climats pour la région Normandie, nuancés à une échelle plus fine par les facteurs géographiques locaux. La commune est, selon ce zonage, exposée à un « climat contrasté des collines », correspondant au Pays d’Auge, Lieuvin et Roumois, moins directement soumis aux flux océaniques et connaissant toutefois des précipitations assez marquées en raison des reliefs collinaires qui favorisent leur formation.
Pour la période 1971-2000, la température annuelle moyenne est de 10,8 °C, avec une amplitude thermique annuelle de 13,2 °C. Le cumul annuel moyen de précipitations est de 803 mm, avec 11,9 jours de précipitations en janvier et 8,1 jours en juillet. Pour la période 1991-2020, la température moyenne annuelle observée sur la station météorologique la plus proche, située sur la commune de Jumièges à 6 km à vol d'oiseau, est de 12,2 °C et le cumul annuel moyen de précipitations est de 843,5 mm,. Pour l'avenir, les paramètres climatiques de la commune estimés pour 2050 selon différents scénarios d’émission de gaz à effet de serre sont consultables sur un site dédié publié par Météo-France en novembre 2022.

## Urbanisme

### Typologie
Au 1er janvier 2024, Arelaune-en-Seine est catégorisée bourg rural, selon la nouvelle grille communale de densité à sept niveaux définie par l'Insee en 2022.
Elle appartient à l'unité urbaine d'Arelaune-en-Seine, une agglomération intra-départementale regroupant deux  communes, dont elle est ville-centre,,. La commune est en outre hors attraction des villes,.

### Milieux naturels et biodiversité
Arelaune-en-Seine fait partie du parc naturel régional des Boucles de la Seine normande.

## Urbanisme

### Lieux-dits, hameaux et écarts
Le wuy 
Le petit wuy 
Caveaumont 
La douillère 
Frevaux 
Bourg l'abbé 

## Toponymie
Il s'agit d'une formation toponymique récente qui renvoie, sous une forme francisée, à la dénomination carolingienne de la forêt de Brotonne. Elle est attestée en latin médiéval sous les formes Arlauno avant 811; Arelaunum au début IXe siècle. Elle a abouti régulièrement à Arlon en proto-français cf. Arlon, Belgique.

## Histoire
Une réflexion était engagée de longue date pour la fusion des cinq communes de la presqu’île de Brotonne, accélérée par une réforme à la baisse des dotations de l’État aux communes, suspendue pour les communes qui décideraient de s'unir avant le 31 décembre 2015.
Dans ce cadre, la commune nouvelle, issue du regroupement des deux seules communes de La Mailleraye-sur-Seine et Saint-Nicolas-de-Bliquetuit, qui deviennent à cette occasion des communes déléguées, est créée au 1er janvier 2016 par un arrêté préfectoral du 16 décembre 2015,,,.

## Politique et administration

### Rattachements administratifs et électoraux
La commune nouvelle se trouve depuis 1926 dans l'arrondissement de Rouen du département de la Seine-Maritime. Pour l'élection des députés, elle fait partie de la cinquième circonscription de la Seine-Maritime.
Elle est intégrée au canton de Notre-Dame-de-Gravenchon

### Intercommunalité
La commune est membre de la communauté d'agglomération dénommée Caux Seine Agglo.

### Liste des communes déléguées
| Nom                             | Code Insee | Intercommunalité        | Superficie (km2) | Population (dernière pop. légale) | Densité (hab./km2) |
| ------------------------------- | ---------- | ----------------------- | ---------------- | --------------------------------- | ------------------ |
| La Mailleraye-sur-Seine (siège) | 76401      | CA Caux vallée de Seine | 44,58            | 1 997 (2013)                      | 45                 |
| Saint-Nicolas-de-Bliquetuit     | 76625      | CA Caux vallée de Seine | 9,23             | 577 (2013)                        | 63                 |

### Administration municipale
Jusqu'à la fin des élections municipales de 2020, le conseil municipal de la nouvelle commune est constitué de l'ensemble des conseillers municipaux des anciennes communes.

### Liste des maires
| Période      | Période                    | Identité                 | Étiquette | Qualité |
| ------------ | -------------------------- | ------------------------ | --------- | --- |
| janvier 2016 | mai 2020                   | Yves Delaune             |           | Enseignant Maire de Saint-Nicolas-de-Bliquetuit (2014 → 2015) Vice-président de Caux Seine Agglo (2014 → 2020) |
| mai 2020,    | En cours (au 10 août 2020) | Maryline Miranda-Téodoro |           | |

## Population et société

### Démographie
| 1968  | 1975  | 1982  | 1990  | 1999  | 2006  | 2011  | 2016  |
| ----- | ----- | ----- | ----- | ----- | ----- | ----- | ----- |
| 1 877 | 2 041 | 2 170 | 2 343 | 2 325 | 2 452 | 2 623 | 2 606 |

## Économie
Il convient de se reporter aux articles consacrés aux anciennes communes fusionnées.

## Culture locale et patrimoine
Il convient de se reporter aux articles consacrés aux anciennes communes fusionnées : La Mailleraye-sur-Seine et Saint-Nicolas-de-Bliquetuit

## Pour approfondir